# 袁氏
袁氏（えんし）は、袁（えん）という漢姓を姓とする氏族である。中華圏と朝鮮に分布する。

## 中国
袁（えん、ユエン）は、中華圏の姓の一つ。河南省を発祥の地とし、四川、華北、江南にかけて幅広く分布する。
2020年の中華人民共和国の第7回全国人口調査（国勢調査）に基づく姓氏統計によると中国で37番目に多い姓で716.38万人がおり、中国の総人口の0.51%を占める。一方、台湾の2018年の統計では第93位で、21,812人がいる。

### 起源
袁姓を名乗るのは漢民族だけではなく、非漢族の人々の姓としても珍しくない姓である。漢代には早くも四川の非漢族で袁姓の首長が現れており、また清代以降の満洲旗人にも袁姓を名乗る氏族が見られる。
- 嬀姓袁氏（陳氏）
  - 全ての袁氏の遠祖は五帝の一人、舜に遡るとされる。歴史書に伝えられる伝説によれば、舜の子孫である陳の公族、轅濤塗が陽夏（現在の太康県）に領土を与えられ、その子孫が祖にちなんで袁を姓としたのに始まるという。轅濤塗以来の由来を誇る袁氏は、発祥地の陽夏が陳郡に属したことから通常は陳郡袁氏と呼ばれる。

### 歴史
袁姓の人間が歴史上で数多く活躍し始めるのは前漢の頃からである。右扶風安陵県の人袁盎は直言で名を馳せ、後に起きた呉楚七国の乱の鎮圧に一役買った。漢代には陳郡の隣の汝南郡を本拠地とし、陳郡袁氏の同族を称する汝南袁氏が台頭した。汝南袁氏は中央政界の名門として4世代で5人の三公を輩出したが、後漢末の動乱で一族の高官が次々に非業の死を遂げ、更に地方で群雄として台頭していた袁紹・袁術が相次いで没落するに及んで歴史の表舞台から姿を消した（但し、袁術の子孫は孫権に仕えた）。一方の陳郡袁氏は陽夏、扶楽など複数の家系に分かれて有力な貴族家門として着実に成長し、六朝時代から唐末の9世紀頃まで名門貴族として繁栄した。
その後も宋代の記録で約26万人、明代の記録で約53万人と着実に拡大し、現在では台湾も含めた中国各地に広がっている。

### 著名な人物
- 袁噲 - 前漢の政治家。周勃の友人。

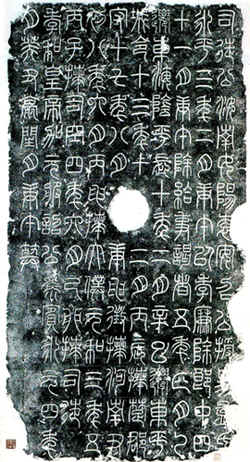
袁安碑

- 袁盎 - 前漢の政治家。袁噲の弟。呉楚七国の乱の鎮圧に貢献したが、戦後、皇太子に立てるのを反対された梁王劉武により暗殺された。
- 袁种 - 前漢の政治家。袁盎の兄の子。呉に赴任する袁盎に忠告した。
- 袁安 - 後漢の政治家。公平な政治で評価され、子孫が繁栄した。
- 袁紹 - 後漢末の軍閥。官渡の戦いで曹操に敗れた。
- 袁術 - 後漢末の軍閥。袁紹の従弟もしくは弟。皇帝を自称したが、曹操により滅ぼされた。
- 袁渙 - 後漢末期の政治家。
- 袁宏道 - 明代後期の詩人。
- 袁崇煥 - 明末の軍人。諸葛亮と同格とも言われた逸材だったが、崇禎帝に疑われ殺された。
- 袁枚 - 清中期の詩人。元々は科挙で合格した政治家だった。
- フミンガ - 清末の軍人。本名は袁世福で、袁崇煥の7世の孫。清の漢軍正白旗人に属した。
- 袁世凱 - 清末民初の軍人、政治家。中華民国の大総統、中華帝国の皇帝に即位した。
- 袁隆平 - 交雑水稲の父。
- 袁偉民 - バレーボール中華人民共和国女子代表監督として第23回夏季オリンピックロサンゼルス大会で優勝。
- アニタ・ユン（袁詠儀） - 香港の女優。

## 朝鮮
袁（ウォン）は、朝鮮人の姓の一つである。2015年の国勢調査による大韓民国内での人口は498人。

### 氏族
| 氏族（本貫） | 始祖 | 人数（2015年） |
| ------------ | ---- | -------------- |
| 比安袁氏     |      | 415            |
| 城南袁氏     |      | 7              |
| 星州袁氏     |      | 23             |
| 漢陽袁氏     |      | 6              |